# 5 (Murder by Numbers)
Pour les articles homonymes, voir 5 (homonymie).
Albums de 50 Cent
Before I Self Destruct
(2009) Animal Ambition
(2014)
5 (Murder by Numbers) est une mixtape de 50 Cent, sortie en 2012. 
FIVE (Murder by Numbers) était à l'origine prévu comme le cinquième et dernier album studio du rappeur sur le label Interscope Records. Mais à la suite d'interminables brouilles avec ce dernier, il a finalement été publié comme un album promotionnel gratuit.
Le « véritable » cinquième opus, Street King Immortal devait sortir quelques mois plus tard. C'est finalement Animal Ambition qui sort avant.

## Liste des titres
| No  | Titre                                                               | Contient un (des) sample(s) de                                                    | Durée |
| --- | ------------------------------------------------------------------- | --------------------------------------------------------------------------------- | ----- |
| 1.  | My Crown (Produit par Focus...)                                     | Solid as a Rock de Sizzla                                                         | 3:05  |
| 2.  | NY (Produit par Trox)                                               |                                                                                   | 2:26  |
| 3.  | United Nations (Produit par Mr. Colt 45)                            | Shimmy Shimmy Ya d'Ol' Dirty Bastard                                              | 2:44  |
| 4.  | Business Mind (featuring Hayes – Produit par Hit-Boy)               |                                                                                   | 3:01  |
| 5.  | Roll That Shit (featuring Kidd Kidd – Produit par The Letter « C ») |                                                                                   | 3:49  |
| 6.  | Leave the Lights On (Produit par Trox)                              |                                                                                   | 3:22  |
| 7.  | Money (Produit par Havoc)                                           | Am I a Good Man de Them Two                                                       | 3:12  |
| 8.  | Definition of Sexy (Produit par Havoc)                              | Stop Running Away From Love de Bobby Lyle                                         | 2:58  |
| 9.  | Be My Bitch (featuring Brevi – Produit par Harvey Mason, Jr.)       |                                                                                   | 3:55  |
| 10. | Can I Speak to You (featuring Schoolboy Q – Produit par DJ Pain 1)  | Since I First Laid Eyes on You de Lou Courtney Public Enemy No. 1 de Public Enemy | 2:56  |